# Kleptochthonius tantalus
Espèce
Kleptochthonius tantalus est une espèce de pseudoscorpions de la famille des Chthoniidae.

## Distribution
Cette espèce est endémique du Tennessee aux États-Unis. Elle se rencontre dans la grotte Dry Cave dans le comté de Franklin.

## Description
La femelle holotype mesure 2,35 mm.

## Publication originale
- Muchmore, 1966 : Two new species of Kleptochthonius (Arachnida, Chelonethida) from a cave in Tennessee. Journal of the Tennessee Academy of Science, vol. 41, p. 68-69 (texte intégral).